# Amegilla pagdeni
Amegilla pagdeni är en biart som beskrevs av Maurits Anne Lieftinck 1956. Amegilla pagdeni ingår i släktet Amegilla och familjen långtungebin. Inga underarter finns listade i Catalogue of Life.